# Língua bété
A línguas Bété formam um grupo linguístico parte das línguas Kru languages faladas no centro-oeste da Costa do Marfim com alguns falantes na  Libéria, Nigéria, Gana. 

## Dialetos
Existem muitos dialetos, que podem ser agrupados da seguinte forma:
- Ocidental
  - Bété de Gagnoa
  - Língua Kouya
- Oriental
  - Bété de Guiberoua
  - Bété de Daloa
  - Língua Godié

## Escrita
A língua Bété usa o alfabeto latino ou o silabário bété

## Literatura
- Zogbo, Raymond Gnoléba Parlons bété: Une langue de Côte d'Ivoire (L'Harmattan) 2004
- Zogbo, Raymond Gnoléba, Dictionnaire bété-français, Abidjan : Éditions du CERAP, 2005.
- Lowe, Ivan, Edwin Arthur, and Philip Saunders. 2003. "Eventivity in Kouya." In Mary Ruth Wise, Thomas N. Headland and Ruth M. Brend (eds.), Language and life: essays in memory of Kenneth L. Pike, 429-448. SIL International and The University of Texas at Arlington Publications in Linguistics, 139. Dallas: SIL International and University of Texas at Arlington.
- Saunders, Philip and Eddie Arthur. 1996. Lexique sokuya, sokuya–français, français–sokuya. Abidjan/Vavoua: Projet Linguistique Sokuya. iv, 80 p.
- Arthur Eddie & Sue, Saunders Philip & Heather. 1995 Sɔkɔwɛlɩɩ ʼwʋzɛlɩ -sɛbhɛ (Syllabaire sokuya). Abidjan: Société Internationale de Linguistique.